# 마누엘 비드리오
마누엘 비드리오 솔리스(스페인어: Manuel Vidrio Solís, 1972년 8월 23일 ~ )는 멕시코의 전직 프로 축구 선수로, 센터백으로 활약했다.
그는 멕시코 국가대표팀에서 A매치에 출전했으며, 2002년 FIFA 월드컵에서 4경기에 출전했다. 또한 1992년 하계 올림픽에 참가한 멕시코 국가대표팀의 일원이기도 했다.

## 구단 경력
거칠고 투쟁적인 센터백이었던 비드리오는 클럽 과달라하라에서 활약하며 프로 경력을 시작했고, 1996년까지 그 팀에 몸담았다. 이후 톨루카에서 두 시즌, 테코스에서 세 시즌을 뛰었다.
그는 이후 파추카로 이적하였고, 그곳에서 멕시코 리그 최고의 수비수 중 한 명으로 평가받았다. 알베르토 로드리게스, 옥타비오 발데스, 후에 합류한 프란시스코 가브리엘 데 안다 등과 함께 단단한 수비 라인을 구축하며, 비드리오는 파추카가 1999년 인비에르노 시즌에 구단 역사상 첫 프로 리그 우승을 차지하는 데 중요한 역할을 했다. 그 후에도 팀은 2001년 인비에르노와 2003년 아페르투라 시즌에서 추가로 우승했다.
그는 2006년 베라크루스에서의 짧은 활약을 끝으로 현역에서 은퇴했다.

## 국가대표팀 경력
비드리오는 1993년부터 멕시코 국가대표팀에서 활동했으며, 1990년대 중반까지 여러 차례 A매치에 출전했다. 하지만 그의 국가대표팀 경력이 본격적으로 전개된 것은 2001년 파추카 감독이었던 하비에르 아기레가 멕시코 국가대표팀 감독으로 부임하면서부터였다.
비드리오는 아기레 감독 체제 첫 경기였던 미국과의 경기에서 1-0으로 승리한 경기에서 선발로 출전했고, 이후 2002년 FIFA 월드컵 예선, 코파 아메리카, FIFA 월드컵 본선에 이르기까지 국가대표팀의 주전으로 활약했다. 그는 2002년 FIFA 월드컵 본선에서 4경기에 출전했으며, 마지막 A매치 출전은 미국과의 16강전 경기였고, 멕시코는 이 경기에서 0-2로 패해 탈락했다. 이 경기는 아기레 감독의 첫 국가대표팀 임기가 끝나는 계기가 되기도 했다.